# Antoine Conte (homme politique)
Pour les articles homonymes, voir Antoine Conte et Conte (homonymie).
Antoine Conte est un homme politique français né le 21 octobre 1737 à Oloron-Sainte-Marie (Pyrénées-Atlantiques) et décédé le 28 octobre 1811 à Monein (Pyrénées-Atlantiques).

## Biographie
Procureur syndic du département, il est député des Basses-Pyrénées à la Convention, où il vote la réclusion de Louis XVI. Il passe au Conseil des Anciens le 4 brumaire an IV et en sort le 30 floréal an V.